# Lijst van voetbalinterlands Togo - Zambia
Deze lijst van voetbalinterlands is een overzicht van alle officiële voetbalwedstrijden tussen de nationale teams van Togo en Zambia. De landen hebben tot op heden acht keer tegen elkaar gespeeld. De eerste wedstrijd, een kwalificatiewedstrijd voor het Wereldkampioenschap voetbal 2002, vond plaats op 8 juli 2000 in Lusaka. Het laatste duel, een vriendschappelijke wedstrijd, werd gespeeld in Lomé op 27 mei 2016.

## Wedstrijden
| № | Plaats        | Datum             | Competitie           | Wedstrijd     | Uitslag |
| - | ------------- | ----------------- | -------------------- | ------------- | ------- |
| 1 | Lusaka        | 8 juli 2000       | WK 2002 kwalificatie | Zambia − Togo | 2 − 0   |
| 2 | Lomé          | 6 mei 2001        | WK 2002 kwalificatie | Togo − Zambia | 3 − 2   |
| 3 | Lusaka        | 5 juni 2004       | WK 2006 kwalificatie | Zambia − Togo | 1 − 0   |
| 4 | Lomé          | 5 juni 2005       | WK 2006 kwalificatie | Togo − Zambia | 4 − 1   |
| 5 | Lomé          | 22 augustus 2007  | Vriendschappelijk    | Togo − Zambia | 3 − 1   |
| 6 | Accra         | 31 mei 2008       | WK 2010 kwalificatie | Togo − Zambia | 1 − 0   |
| 7 | Chililabombwe | 10 september 2008 | WK 2010 kwalificatie | Zambia − Togo | 1 − 0   |
| 8 | Lomé          | 27 mei 2016       | Vriendschappelijk    | Togo − Zambia | 1 − 0   |

## Samenvatting
| Competitie        | Totaal gespeeld | Winst Togo | Gelijk | Winst Zambia | Doelsaldo Togo – Zambia |
| ----------------- | --------------- | ---------- | ------ | ------------ | ----------------------- |
| WK-kwalificatie   | 6               | 3          | 0      | 3            | 8 − 7                   |
| Vriendschappelijk | 2               | 2          | 0      | 0            | 4 − 1                   |
| Totaal            | 8               | 5          | 0      | 3            | 12 − 8                  |

## Details

### Achtste ontmoeting
| Vriendschappelijk (Lomé, Togo, 27 mei 2016): |       |        |
| Togo                                         | 1 – 0 | Zambia |
| Mathieu Dossevi 20'                          | goals |        |

FTF · Selecties · Togolees vrouwenelftal
1950 – 1959 · 
1960 – 1969 · 
1970 – 1979 · 
1980 – 1989 · 
1990 – 1999 · 
2000 – 2009 · 
2010 – 2019 ·
2020 − 2029
WK 2006
Algerije ·
Angola ·
Bahrein ·
Benin ·
Botswana ·
Bukina Faso ·
Centraal-Afrikaanse Republiek ·
Chili ·
Comoren ·
Congo-Bazzaville ·
Congo-Kinshasa ·
Denemarken ·
Djibouti ·
Egypte ·
Equatoriaal-Guinea ·
Ethiopië ·
Frankrijk ·
Gabon ·
Gambia ·
Ghana ·
Guinee ·
Guinee-Bissau ·
Iran ·
Ivoorkust ·
Japan ·
Kaapverdië ·
Kameroen ·
Kenia ·
Lesotho ·
Liberia ·
Libië ·
Liechtenstein ·
Luxemburg ·
Madagaskar ·
Malawi ·
Mali ·
Marokko ·
Mauritanië ·
Mauritius ·
Mozambique ·
Namibië ·
Niger ·
Nigeria ·
Oeganda ·
Oman ·
Paraguay ·
Rwanda ·
Sao Tomé en Principe ·
Saoedi-Arabië ·
Senegal ·
Sierra Leone ·
Soedan ·
Swaziland ·
Tsjaad ·
Tunesië ·
Verenigde Arabische Emiraten ·
Zambia ·
Zimbabwe ·
Zuid-Korea ·
Zuid-Soedan ·
Zwitserland
Frankrijk (2006) · 
Zuid-Korea (2006) · 
Zwitserland (2006)
FAZ · 
A-internationals · 
Selecties · 
Statistieken · 
Zambiaans vrouwenelftal · 
Olympisch elftal · 
Zambia U21 · 
Zambia U20 · 
Zambia U18 · 
Zambia U17
1964 – 1979 ·
1980 – 1989 ·
1990 – 1999 ·
2000 – 2009 ·
2010 – 2019 ·
2020 − 2029
1964 ·
1965 ·
1966 ·
1967 ·
1968 ·
1969 ·
1970 ·
1971 ·
1972 ·
1973 ·
1974 ·
1975 ·
1976 ·
1977 ·
1978 ·
1979 ·
1980 ·
1981 ·
1982 ·
1983 ·
1984 ·
1985 ·
1986 ·
1987 ·
1988 ·
1989 ·
1990 ·
1991 ·
1992 ·
1993 ·
1994 ·
1995 ·
1996 ·
1997 ·
1998 ·
1999 ·
2000 ·
2001 ·
2002 ·
2003 ·
2004 ·
2005 ·
2006 ·
2007 ·
2008 ·
2009 ·
2010 ·
2011 ·
2012 ·
2013 ·
2014 ·
2015 ·
2016 ·
2017 ·
2018 ·
2019 ·
2020 ·
2021 ·
2022
Algerije · 
Angola ·
België ·
Benin ·
Botswana ·
Brazilië ·
Burkina Faso ·
Burundi ·
Chili ·
China ·
Comoren ·
Congo-Brazzaville ·
Congo-Kinshasa ·
Djibouti ·
Ecuador ·
Egypte ·
Equatoriaal-Guinea ·
Ethiopië ·
Gabon ·
Gambia ·
Ghana ·
Guinee ·
Guinee-Bissau ·
Honduras ·
India ·
Irak ·
Iran ·
Israël ·
Ivoorkust ·
Jamaica ·
Japan ·
Jemen ·
Jordanië ·
Kaapverdië ·
Kameroen ·
Kenia ·
Koeweit ·
Lesotho ·
Liberia ·
Libië ·
Madagaskar ·
Malawi ·
Mali ·
Marokko ·
Mauritanië ·
Mauritius ·
Mozambique ·
Namibië ·
Niger ·
Nigeria ·
Noord-Korea ·
Oeganda ·
Oman ·
Rwanda ·
Saoedi-Arabië ·
Senegal ·
Seychellen ·
Sierra Leone ·
Soedan ·
Somalië ·
Swaziland ·
Tanzania ·
Togo ·
Tsjaad ·
Tunesië ·
Zimbabwe ·
Zuid-Afrika ·
Zuid-Korea
Ivoorkust (2012)